# Exocentrus immaculatus
Exocentrus immaculatus är en skalbaggsart som beskrevs av J. Linsley Gressitt 1951. Exocentrus immaculatus ingår i släktet Exocentrus och familjen långhorningar.
Artens utbredningsområde är Taiwan. Inga underarter finns listade i Catalogue of Life.